# Maiherperi

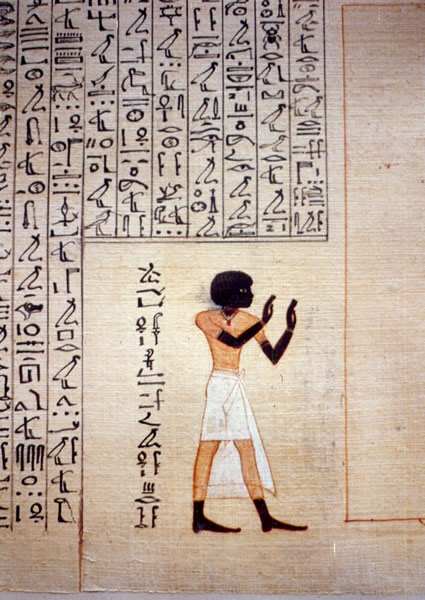
Maiherperi papirusza

Maiherperi (m3ỉ-ḥr-prỉ) ókori egyiptomi nemesember volt a XVIII. dinasztia idején. IV. Thotmesz idején élhetett, valószínűleg núbiai származású volt. Nevének jelentése „a csatamező oroszlánja”. A Királyok völgyében, a KV36-os sírban temették el. Címei közt szerepel „a királyi gyermekszoba gyermeke” és a „legyezőhordozó a király jobbján”. Az első cím jelentheti, hogy egy vazallus fejedelem fiaként a fáraó udvarában nőtt fel, de azt is, hogy a fáraó egy ágyasának a gyermeke. A második címnek első újbirodalmi viselői közé tartozott; a cím szó szerint úgy értendő, hogy a király mellett állt, tanácsadóként vagy testőrként. Később ugyanezt a címet viselték Kús (Núbia) alkirályai.

## Maiherperi múmiája
Sírjában egy papiruszon gyönyörű állapotban fennmaradt a Halottak Könyve egy példánya, illusztrációján fekete bőrrel ábrázolják Maiherperit, ami alapján feltételezhető, hogy Núbiából érkezett vagy núbiai származású volt. A múmiát Georges Daressy bontotta ki 1901 márciusában. A múmia bőre éppolyan fekete, amilyennek a Halottak könyvében ábrázolják, ez lehetett természetes bőrszíne. Göndör haja volt, melyről kiderült, hogy a fejére ragasztott paróka.